# Parlamentsvalet i Nordirland 2007
Parlamentsvalet i Nordirland 2007 var allmänna val som hölls i Nordirland onsdagen 7 mars. Det var de första valen efter att IRA hade lagt ned sin väpnade kamp och de hölls efter ett möte mellan Irlands och Storbritanniens premiärministrar och Nordirlands största partier. Mötet resulterade i överenskommelsen St Andrews Agreement. De två största partierna blev de båda ärkefienderna och ytterlighetspartierna på respektive sida, Sinn Fein på den katolska och DUP på den protestantiska. Väljarna övergav de mer mittsökande partierna SDLP och UUP, vars respektive partiledare John Hume och David Trimble fick Nobels fredspris för att de lyckades få slut på våldet och sy ihop fredsavtalet 1998.
Partier utan plats i parlamentet saknas på listan.
| Parti                              | Ledare         | 2007 Kandidat | 2003 Mandat | 2007 Mandat | +/- | 2003 % | 2007 % | +/-  | Förväntade regeringsplatser enligt St Andrews Agreement |
| ---------------------------------- | -------------- | ------------- | ----------- | ----------- | --- | ------ | ------ | ---- | ------------------------------------------------------- |
| Democratic Unionist Party          | Peter Robinson | 46            | 30          | 36          | +6  | 25.7   | 30.1   | +4.4 | 5                                                       |
| Sinn Féin                          | Gerry Adams    | 37            | 24          | 28          | +4  | 23.5   | 26.2   | +2.6 | 4                                                       |
| Ulster Unionist Party              | Reg Empey      | 38            | 27          | 18          | -9  | 22.7   | 14.9   | -7.7 | 2                                                       |
| Social Democratic and Labour Party | Mark Durkan    | 35            | 18          | 16          | -2  | 17.0   | 15.2   | -1.8 | 1                                                       |
| Alliance Party of Northern Ireland | David Ford     | 18            | 6           | 7           | +1  | 3.7    | 5.2    | +1.5 |                                                         |
| Green Party in Northern Ireland    | John Barry     | 13            | 0           | 1           | +1  | 0.4    | 1.7    | +1.3 |                                                         |
| Progressive Unionist Party         | Dawn Purvis    | 3             | 1           | 1           | =   | 1.2    | 0.6    | -0.6 |                                                         |

## Regeringen
Vid midnatt 7 maj 2007 tog den nya regeringen över makten i Nordirland. Tabellen över ministrar uppdaterades senast 6 mars 2011.
| Ministerpost                 | Namn               | Parti                              | Tillsatt        |
| ---------------------------- | ------------------ | ---------------------------------- | --------------- |
| Försteminister               | Peter Robinson     | Democratic Unionist Party          | 31 maj 2008     |
| Vice försteminister          | Martin McGuinness  | Sinn Féin                          | 8 maj 2007      |
| Handelsminister              | Arlene Foster      | Democratic Unionist Party          | 9 juni 2008     |
| Finansminister               | Sammy Wilson       | Democratic Unionist Party          | 1 juli 2009     |
| Regionalutvecklingsminister  | Conor Murphy       | Sinn Féin                          | 8 maj 2007      |
| Utbildningsminister          | Caitríona Ruane    | Sinn Féin                          | 8 maj 2007      |
| Arbetsmarknadsminister       | Danny Kennedy      | Ulster Unionist Party              | 27 oktober 2010 |
| Miljöminister                | Edwin Poots        | Democratic Unionist Party          | 1 juli 2009     |
| Kultur- och fritidsminister  | Nelson McCausland  | Democratic Unionist Party          | 1 juli 2009     |
| Sjukvårds- och hälsominister | Michael McGimpsey  | Ulster Unionist Party              | 8 maj 2007      |
| Jordbruksminister            | Michelle Gildernew | Sinn Féin                          | 8 maj 2007      |
| Socialminister               | Alex Attwood       | Social Democratic and Labour Party | 24 maj 2010     |
| Justitieminister             | David Ford         | Alliance Party of Northern Ireland | 12 april 2010   |

Observera att regeringen inte har försvarsminister, vilket beror på att självstyret inte gäller över försvaret.